# 北蔡镇
北蔡镇是中国上海市浦东新区下辖的一个镇。面积24.91平方公里。根据第六次全国人口普查结果，北蔡镇户籍人口121,833人，常住人口277,490人。境內有上海市看守所。

## 行政区划

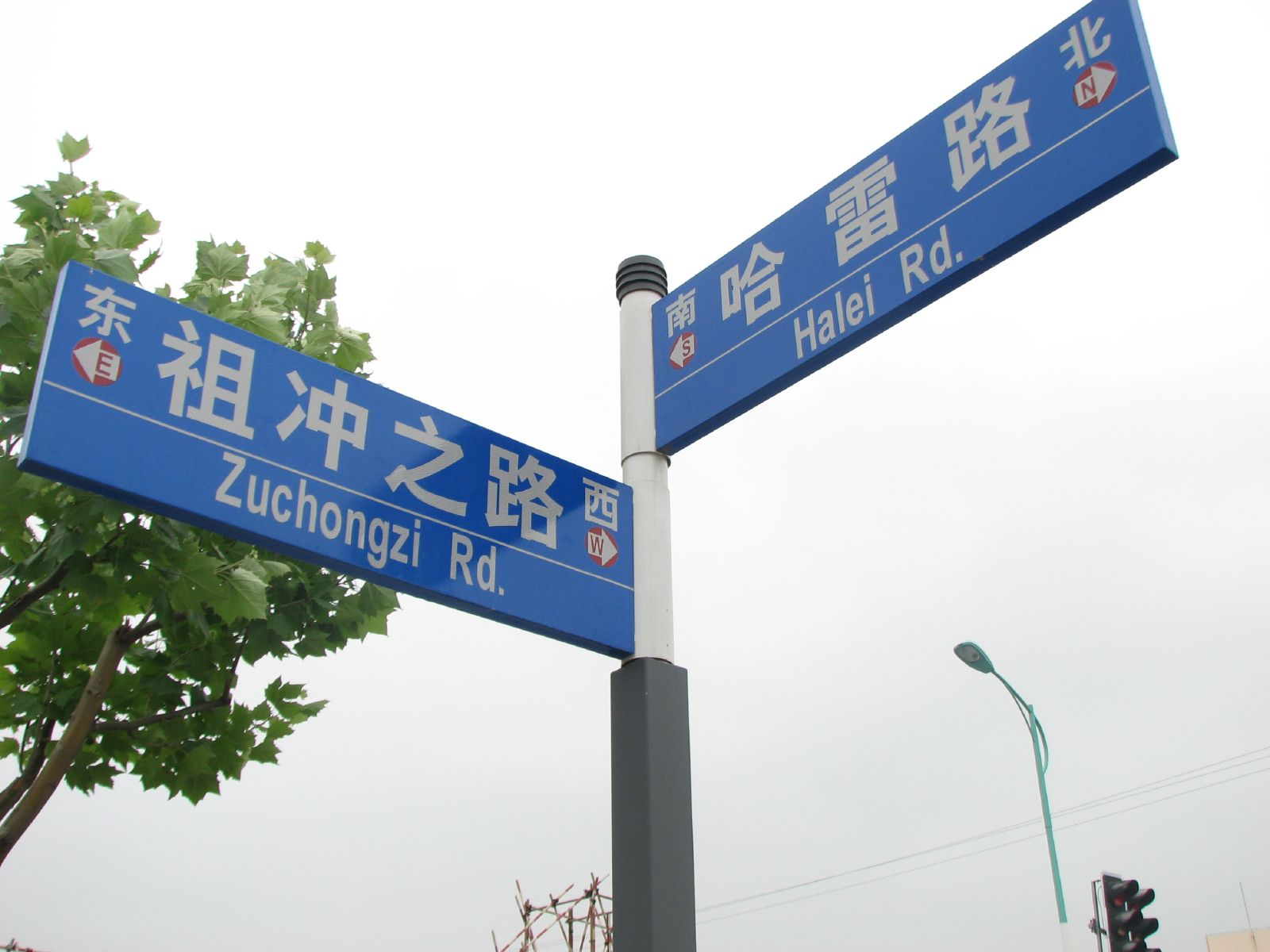
紀念中國數學家祖沖之和英國天文學家愛德蒙·哈雷的兩條路名

北蔡镇下辖虹南居委会、香花居委会、莲溪一居委会、天池居委会、莲溪三居委会、莲溪四居委会、莲溪六居委会、莲溪七居委会、莲溪八居委会、紫叶一居委会、紫叶二居委会、莲安第一居委会、莲安第二居委会、鹏海第一居委会、鹏海第二居委会、和平居委会、海东居委会、莲溪九居委会、艾东居委会、艾南居委会、下西浜居委会、南新一村居委会、南新四村居委会、南新六村居委会、南新二村居委会、南新七村居委会、南江苑居委会、南杨居委会、金旋居委会、绿川新村一居委会、绿川新村二居委会、绿川新村三居委会、绿川新村四居委会、安建居委会、龙港居委会、民乐苑居委会、锦华居委会、南新第三居委会、河东居委会、大华居委会、大华第一居委会、大华第二居委会、鹏宏苑居委会、御桥第一居委会、御桥第二居委会、大华三居委会、大华六居委会、香溢居委会、春夏居委会、六里临居委会、艾里花苑居委会、御桥第四居委会、艾南花苑居委会、杨桥村村委会、中界村村委会、联勤村村委会、五星村村委会、御桥村村委会、卫行村村委会、一六村村委会、南新村村委会、同福村村委会。